# L'uomo dei sogni
L'uomo dei sogni (Field of Dreams) è un film del 1989 scritto e diretto da Phil Alden Robinson basato sul romanzo Shoeless Joe del 1982, scritto dal canadese W. P. Kinsella. Il film vede l'attore Kevin Costner che interpreta un contadino che costruisce, nel suo campo di mais, un campo da baseball che attrae i fantasmi degli otto giocatori di baseball dei Chicago Black Sox, tra i quali Shoeless Joe Jackson (interpretato da Ray Liotta), implicati nello scandalo omonimo. Altri interpreti sono Amy Madigan, James Earl Jones, e Burt Lancaster (nella sua ultima apparizione cinematografica).
Il film venne distribuito il 5 maggio del 1989. Ha ricevuto recensioni generalmente positive ricevendo tre condidature agli Oscar come miglior film, miglior colonna sonora e miglior sceneggiatura non originale. Nel 2017 è stato selezionato dalla Biblioteca del Congresso per essere inserito nel National Film Registry. L'American Film Institute ha collocato il film al sesto posto fra i migliori film del genere fantasy

## Trama
Una sera Ray Kinsella, un agricoltore da poco trasferitosi nell'Iowa con la moglie Annie e la figlia Karin, mentre cammina fra le alte piante del suo campo di granturco, sente una voce dirgli: "Se lo costruisci, lui tornerà". Stupito e impaurito, Ray crede di sognare ma quando sente nuovamente quella voce accompagnata da un'allucinazione di un campo da baseball di fianco a casa sua, decide di seguire il proprio istinto. Ray quindi costruisce un campo da baseball regolamentare, distruggendo gran parte del suo raccolto e indebitandosi pesantemente. Una sera però, mentre Ray inizia a dubitare pesantemente di sè stesso e delle sue azioni, si materializza sul campo il leggendario "Shoeless" Joe Jackson, con cui Ray scambia qualche battuta e, successivamente, compaiono anche gli altri sette giocatori della storica formazione dei Chicago White Sox, che nel 1919 furono squalificati a vita con l'accusa di aver venduto le partite delle World Series (il cosiddetto Scandalo dei Black Sox). Solo lui e la sua famiglia però, riescono a vederli. Il cognato di Ray, Mark, che non può vedere i giocatori e pensa che l'intera famiglia sia impazzita, li avverte che stanno andando in bancarotta e si offre di acquistare la fattoria.
Una sera Ray sente ancora la voce misteriosa dirgli "Lenisci il suo dolore" e capisce di dover rintracciare alcune persone. Il primo è Terence Mann, uno scrittore liberal-progressista a suo tempo bollato come comunista e ritiratosi a vita privata. Ray deduce che la voce si riferisse a Mann, che aveva chiamato uno dei suoi personaggi ''John Kinsella'' (il nome del padre di Ray), e che aveva professato il sogno d'infanzia di giocare per i Brooklyn Dodgers. Ray va a Boston per trovare Mann e lui, divenuto nel frattempo un recluso disincantato, accetta di assistere a una partita. Durante quella partita, la voce ricompare, invitando Ray ad ''andare lontano", mentre il tabellone dei punti mostra le statistiche di Archibald Graham detto Moonlight, giocatore che giocò una sola partita per i New York Giants nel 1922 ma senza ottenere il turno in battuta. Ray e Terence Mann quindi si recano nel suo paese natale in Minnesota, dove apprendono che Graham era già morto anni prima, e che era diventato uno stimato medico e benefattore, senza però menzionare la sua carriera sportiva. Durante una surreale passeggiata, Ray si ritrova nel 1972 e si imbatte in Moonlight, anziano ma ancora vivo, che gli rivela di aver lasciato il baseball poiché sentiva che la sua vocazione fosse la medicina. Durante il viaggio di ritorno in Iowa, Ray incontra di nuovo Archibald Graham, questa volta nelle vesti di un giovane ragazzo che fa l’autostop alla ricerca di una squadra di baseball a cui unirsi.
Durante il ritorno, Ray racconta a Terence Mann riguardo a suo padre John: lui sognava di diventare un giocatore di baseball, e trasmise a Ray l'amore per lo sport. A 14 anni, dopo aver letto uno dei libri di Mann, Ray smise di giocare con suo padre, e in seguito ad un'infelice scambio di battute in cui Ray prese in giro John sostenendo che il suo eroe fosse un criminale, i due si allontanarono. Ray quindi ammette che il suo più grande rammarico è quello di non essere riuscito a riconciliarsi con suo padre prima della sua morte. Una volta ritornati alla fattoria, Ray scopre che insieme agli otto dei White Sox si sono unite altre star del baseball degli anni Venti a formare una seconda squadra. La sera, quindi, inizia una vera e propria partita, in cui Moonlight Graham ottiene il suo turno in battuta.
Il mattino successivo, mentre stanno assistendo ad una partita, Ray e la famiglia si vedono raggiunti da Mark, il quale lo vuole forzare a firmare la vendita della fattoria altrimenti la banca avvierà il pignoramento. Terence e Karin sono contrari e affermano che verrebbero migliaia di persone a vedere le partite dei White Sox pagando il biglietto. Mark, infuriato con la famiglia poiché impossibilitato a vedere i giocatori in campo, si scontra con Ray e fa accidentalmente cadere Karin dalla tribuna. La bimba rischia di morire per soffocamento a causa dell'hot dog che stava mangiando, ma Moonlight Graham esce dal campo, riprendendo definitivamente le sembianze dell'anziano medico, e riesce a soccorrere la bambina. Graham assicura Ray di non avere alcun rimpianto per la sua scelta di interrompere il gioco e, dopo essere stato elogiato dagli altri giocatori, si addentra nel campo di mais, scomparendo nell'aldilà. A seguito dell'episodio, Mark diventa anch'esso capace di vedere i giocatori in campo e immediatamente cambia idea, esortando Ray a non vendere più la fattoria.
Tutti i giocatori di baseball rientrano "laggiù", fra le piante di mais, nell'aldilà, chiamando con loro anche Terence Mann. Ray si mostra risentito per non essere stato invitato, ma Shoeless Joe, prima di ritornare anch'esso nel campo di mais, gli ripete le parole della voce misteriosa: "Se lo costruisci, lui tornerà'', e indica il ricevitore di casa base, che è ancora in campo. Costui si sveste delle protezioni e finalmente si rivela: è il giovane John, padre di Ray, che finalmente aveva esaudito il suo sogno di giocare a baseball con i suoi idoli. Ray capisce che quel "Lenisci il suo dolore" altro non era che l'esortazione della voce a far sì che Ray finalmente si riconciliasse con suo padre. Ray presenta a John la sua famiglia, seppur senza chiamarlo "papà", e inizia a scambiare un dialogo passeggiando per il diamante. Prima che John si avvii a sua volta verso il campo di mais sparendo, Ray lo invita a fare una partita con lui, questa volta chiamandolo papà. Mentre padre e figlio giocano al calar del sole, le luci del campo vengono accese e si vede dall'alto una interminabile fila di automobili che si sta avvicinando al campo da baseball, facendo presagire che la profezia di Terence e Karin si stia avverando e che riusciranno a saldare tutti i debiti con le banche.

## Produzione

### Riprese

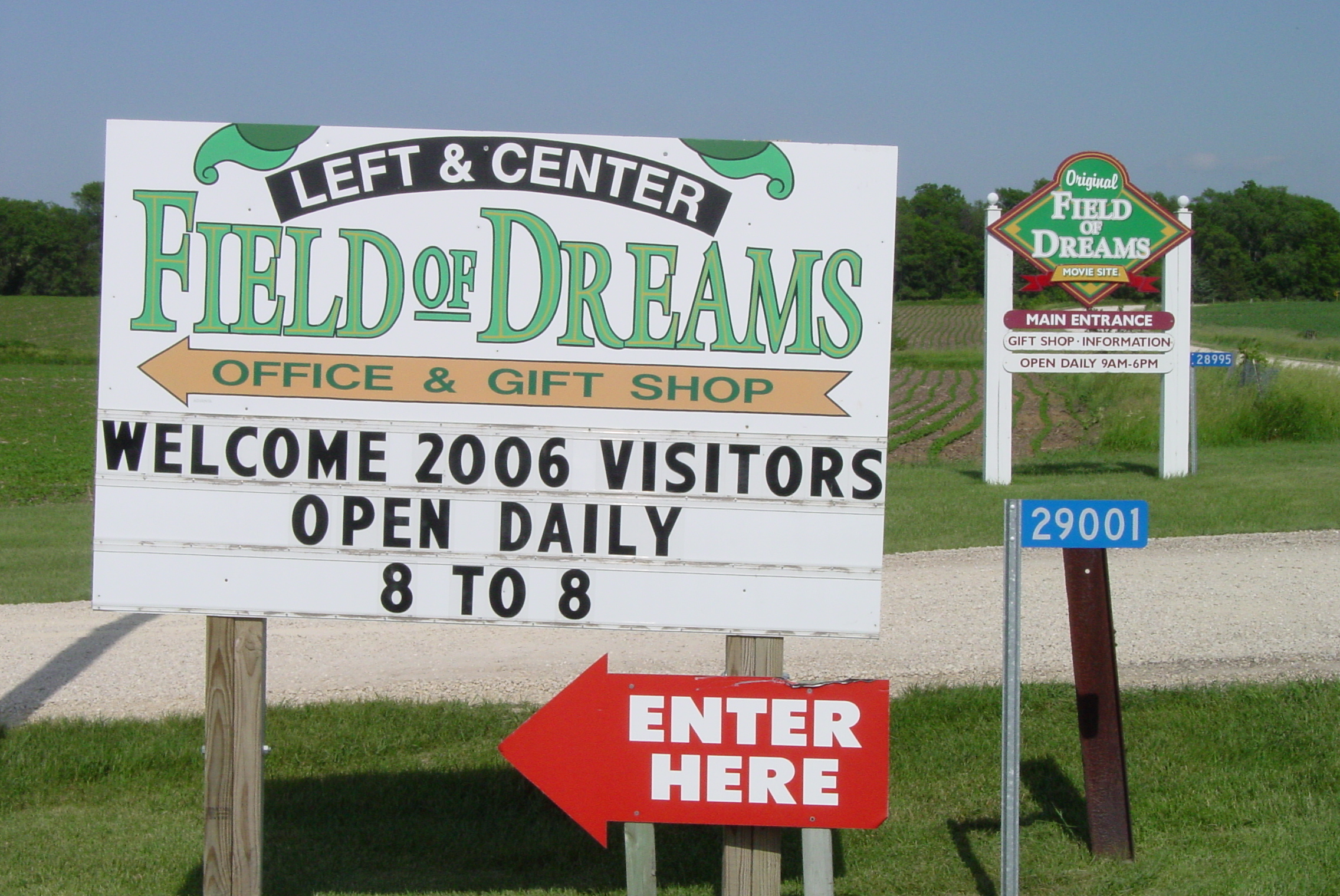
Un cartello indica Original "Field of Dreams" Movie Site, ci dice che la location del film è diventata meta di turisti, proprio come accadeva nel film

La fattoria e l'annesso campo da baseball che compaiono nella pellicola si trovano nello Iowa, nella Contea di Dubuque, vicino Dyersville. È possibile visitarli e fermarsi a giocare. In una delle scene finali del film questo era proprio il suggerimento della figlioletta di Ray Kinsella e, una lunghissima fila di auto che si apprestavano a raggiungere il campo, durante lo scorrere dei titoli di coda del film, era una conferma che ciò sarebbe accaduto, riuscendo ad impedire che Ray fosse costretto a vendere la fattoria per i debiti contratti per realizzare il suo sogno.

### Soggetto
Il film è tratto dal libro Shoeless Joe di W. P. Kinsella e si basa sulla storia dello scandalo che nel 1919 costò la squalifica a otto giocatori dei White Sox, sei comprovati colpevoli (Eddie Cicotte, Oscar "Happy" Felsch, Arnold "Chick" Gandil, Fred McMullin, Charles "Swede" Risberg, Claude "Lefty" Williams), uno non implicato nella scommessa ma a conoscenza dei fatti (George "Buck" Weaver) e uno che si è dichiarato colpevole inizialmente, ma che ha poi ritrattato ed è stato sempre chiamato fuori dagli altri ("Shoeless" Joe Jackson). Nel libro, Ray Kinsella si metteva alla ricerca di uno scrittore realmente esistito, J. D. Salinger, famoso per essersi auto esiliato; per evitare controversie legali, nel film è sostituito dal fittizio scrittore afroamericano Terence Mann. Anche Archibald Graham è un personaggio realmente esistito, nel film, rispetto al libro, viene cambiata l'epoca in cui è vissuto.
Il titolo originale del film (Field of dreams) fu scelto dai produttori al posto del titolo del libro (Shoeless Joe) perché reputato più accattivante. Casualmente era proprio il titolo che l'autore W.P. Kinsella aveva scelto per il proprio libro, ma che poco prima della pubblicazione fu cambiato dal suo editore.

### Cast
La pellicola rappresenta l'ultima interpretazione cinematografica di Burt Lancaster.

## Riconoscimenti
- 1990 - Premio Oscar
  - Candidatura per Miglior film a Lawrence Gordon e Charles Gordon
  - Candidatura per la migliore sceneggiatura non originale a Phil Alden Robinson
  - Candidatura per la miglior colonna sonora a James Horner
- 1990 - Chicago Film Critics Association Award
  - Candidatura come miglior attrice non protagonista a Amy Madigan

## Influenza culturale
L'American Film Institute ha collocato il film al sesto posto fra i migliori film del genere fantasy.
Una battuta del film ("Se lo costruisci, lui tornerà", "If you build it, he will come" in lingua originale) è stata inserita nel 2005 nella lista delle cento migliori citazioni cinematografiche di tutti i tempi stilata dall'American Film Institute, nella quale figura al 39º posto. Il film compare inoltre al 28º posto della lista, sempre stilata dall'AFI, dei 100 film da applausi.
Nel 2017 il film è stato scelto per la conservazione nel National Film Registry della Biblioteca del Congresso degli Stati Uniti